# Munitionslager Aurich
Das Munitionslager Aurich, ehemals Marineartilleriearsenal Aurich-Tannenhausen, ist mit einer Fläche von etwa 400 Hektar eines der größten Munitionsdepots der Bundeswehr. Es liegt im Meerhusener Wald auf dem Gebiet des Auricher Stadtteils Dietrichsfeld. Im Munitionsdepot sind 110 Planstellen vorgesehen. Das Areal wird seit den 1930er Jahren militärisch genutzt. In der Zeit des Nationalsozialismus starben auf dem Gelände sowie in den angeschlossenen Lagern mehr als 200 Kriegsgefangene und Zwangsarbeiter. Seit 1957 betreibt die Bundeswehr auf dem Gelände ein Arsenal.

## Geschichte

### Zeit des Nationalsozialismus
Das Marine-Arsenal entstand im Rahmen der allgemeinen Aufrüstung in der Zeit des Nationalsozialismus. Ab 1936 begannen im Meerhusener Wald auf einem 400 Hektar großen Gelände die Arbeiten für ein großes Arsenal zur Lagerung und Produktion von Munition. Es war zunächst ein Außenlager  des Marineartilleriezeugamtes in Wilhelmshaven, wurde aber bereits nach Fertigstellung der ersten Bauabschnitte als eigenständiges Marineartilleriezeugamt (MAZ) geführt, das der Zeugamtsinspektion in Wilhelmshaven unterstand.
Nach Fertigstellung umfasste das Lager Verwaltungs- und Sozialgebäude, Werkstätten, Betriebs- und Versorgungseinrichtungen sowie 174 Bunker mit einer Gesamtlagerfläche von fast 30.000 Quadratmetern. Zur Tarnung wurden nur die Bäume im unmittelbaren Baubereich der Bunker und der Gleisanlagen gefällt und die Bunker selbst mit Erde abgedeckt.
Die Bunker waren durch eine 80 Kilometer lange Schmalspurbahn miteinander verbunden. Der Fuhrpark des Arsenals umfasste zwölf Lokomotiven, drei Draisinen, sowie 180 Loren mit einer Tragfähigkeit von je fünf Tonnen. Über ein 1942 fertiggestelltes sechseinhalb Kilometer langes Normalspur-Nebengleis nach Aurich bestand eine Anbindung an das Reichsbahnnetz. Zuvor erfolgte der Transport der Munition in das Lager bis Wittmund per Bahn und von dort aus per Lastwagen.
Während des Zweiten Weltkriegs waren zeitweilig mehr als 2000 Arbeitskräfte im Marineartilleriezeugamt beschäftigt, darunter auch zwangsverpflichtete Ausländer und sowjetische Kriegsgefangene. Die Dänen, Niederländer, Belgier, Franzosen, Polen und Sowjetbürger (insbesondere Ukrainerinnen) als zivile ausländische Arbeitskräfte waren in vier bewachten Lagern untergebracht. Die drei Lager für die männlichen Arbeitskräfte befanden sich an der West-, Süd- und Ostwache. Die Zwangsarbeiterinnen waren in einem Reichsarbeitsdienstlager im Nordwesten des Arsenals eingesperrt. 1943 waren etwa 500 ausländische Arbeitskräfte auf dem Gelände tätig.
Im Sommer 1941 ließ die Marine am Südrand des Dorfes westlich der Landesstraße 7 ein aus fünf Holzbaracken bestehendes Lager errichten, in dem bis zu 200 russische Kriegsgefangene untergebracht werden konnten. Bis zum Ende des Krieges war es mit durchschnittlich 150 Insassen belegt. Viele von ihnen starben aufgrund der schlechten Versorgung. Schwere Folgen hatte auch ein Großbrand auf dem Gelände, bei dem im Frühjahr 1943 zwölf junge Frauen zu Tode kamen und viele weitere zum Teil schwere Brandwunden erlitten. Ab 1943 starben noch vereinzelt Kriegsgefangene. Die letzten beiden Opfer des Lagers wurden Ende 1944 beim Verladen von Munition durch Tiefflieger getötet.
Etwa 200 Opfer ließen die Verantwortlichen beim Stürenburgshof auf dem heutigen Mehrzweckgelände in einem Massengrab verscharren. Dort mussten Kriegsgefangene eine 2 × 17 m lange Grube für die Toten ausheben.
Am 3./4. Mai 1945 wurde Aurich den heranrückenden Kanadiern nach Verhandlungen kampflos übergeben. Kurz darauf wurden auch die Lagerinsassen befreit, die neben der Bevölkerung versorgt werden mussten. Bei Konflikten darüber starben zwei Einwohner. Ende Mai wurden die Lagerinsassen in ihre Heimat zurückgeführt. Danach bezogen Flüchtlinge und vertriebene Deutsche aus Ost- und Mitteleuropa die Baracken.

### Nach dem Zweiten Weltkrieg

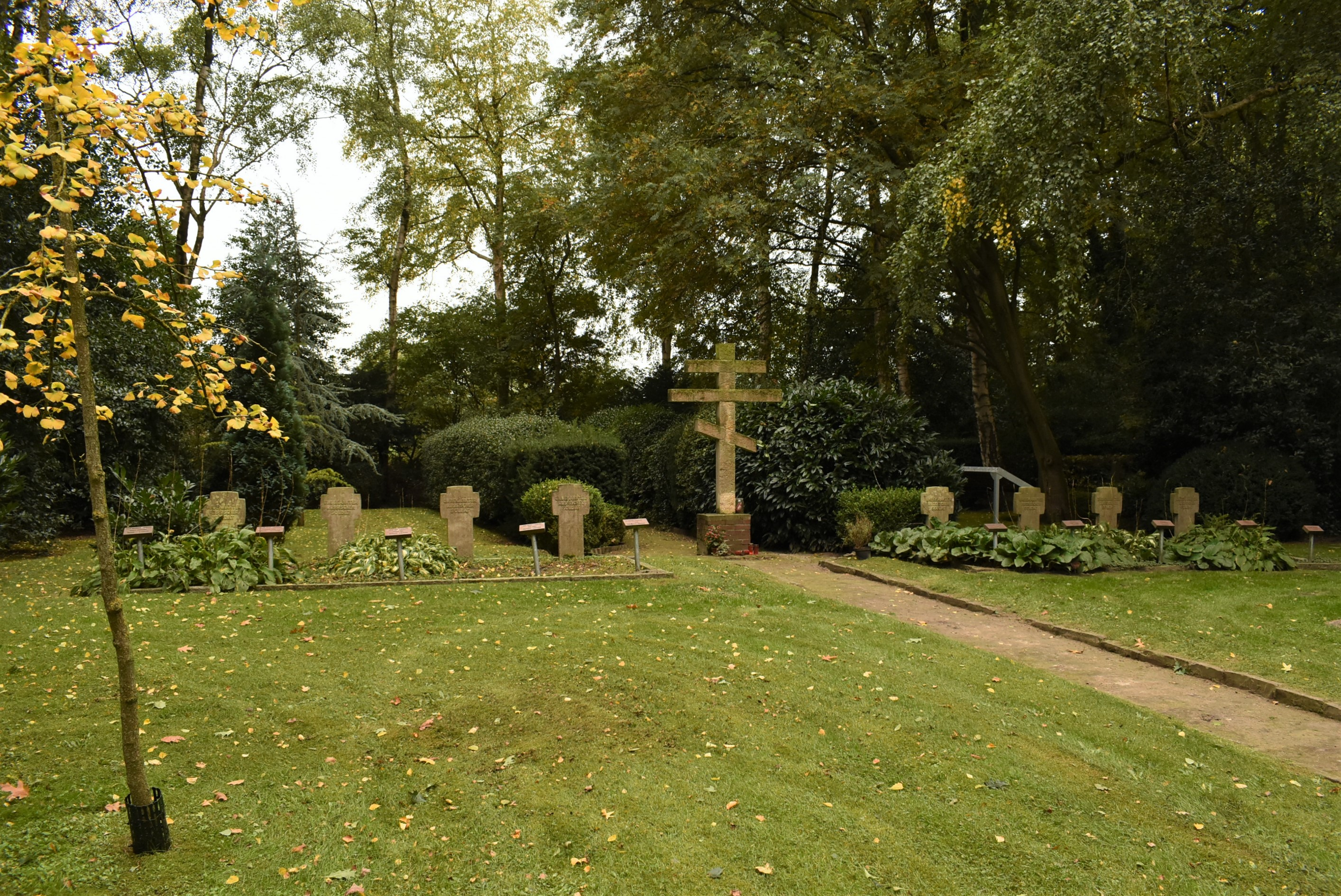
Die Kriegsgräberstätte Zum Ewigen Meer

Wenige Wochen nach dem Ende des Zweiten Weltkriegs übernahm die britische Militärverwaltung das Munitionsdepot. Sie ließ große Teile des Lagers sprengen oder demontieren. Dabei wurde auch die Feldbahnstrecke abgebaut. Danach wurde das Gelände verschiedentlich genutzt.
Auf dem Gelände des Massengrabes wurde 1947 ein Friedhof mit sechs Grabreihen eingefriedet, auf dem 1952 auch zehn aus Wiesmoor umgebettete Tote ihre letzte Ruhestätte fanden. Insgesamt sind demnach auf der heutigen Kriegsgräberstätte in Tannenhausen etwa 236 sowjetische Soldaten begraben.

### Nutzung durch die Bundeswehr
Die Bundesmarine übernahm das Depot im Jahr 1957 und richtete erneut ein Marinearsenal ein, das bis heute genutzt wird. Zum Munitionstransport diente ein neues Schmalspurnetz mit einer Länge von 28 Kilometern, das 1980 durch ein Straßensystem ersetzt wurde. 
Mit 400 ha Umfang, einer Munitionslagerfläche von 6.000 Quadratmetern sowie einer Materialfläche von 14.000 Quadratmetern ist das Munitionsdepot eines der größten der Bundeswehr in Deutschland. In den bunkerartigen 36 Munitionslagerhäusern lagern mehrere tausend Kilogramm Munition.  
Außerdem stehen auf dem Gelände Hauptverwaltungsgebäude, vier sogenannte „Arbeitshäuser“, verschiedene Werkstätten, eine Werkfeuerwehr sowie Lagerhallen für sämtliche Materialien mit Ausnahme von Munition.
Es ist dem Munitionsversorgungszentrum Nord in Laboe unterstellt und verfügt über eine Bundeswehrfeuerwehr mit 36 Einsatzkräften. Hauptaufgabe ist die Versorgung der Marine in Wilhelmshaven mit Munition. 
Daneben lässt die Bundeswehr in Dietrichsfeld zurückkommende Munition von Auslandseinsätzen prüfen, warten und aufbereiten.
Seit 2024 läuft der Ausbau des Depots. Geplant sind Neubauten von Munitionslagerhäusern, einer Munitionsabstellfläche, einem neuen Arbeitshaus mit zusätzlichem Personal sowie die Ertüchtigung der Bahnlinien.